# Takhar
Takhar è una provincia dell'Afghanistan di 845 300 abitanti, che ha come capoluogo Taloqan.

## Amministrazioni
La provincia di Takhar è divisa in 17 distretti:

Distretti di Takhar.

- Baharak
- Bangi
- Chah Ab
- Chal
- Darqad
- Dashti Qala
- Farkhar
- Hazar Sumuch
- Ishkamish
- Kalafgan
- Khwaja Baha Wuddin
- Khwaja Ghar
- Namak Ab
- Rustaq
- Taluqan
- Warsaj
- Yangi Qala